# Daiki Hashimoto
Daiki Hashimoto (en japonés: 橋本大輝, Hashimoto Daiki; Narita, 7 de agosto de 2001) es un deportista japonés que compite en gimnasia artística.
Participó en dos Juegos Olímpicos de Verano, obteniendo cuatro medallas, tres en Tokio 2020, oro en el concurso individual y en la barra fija y plata en la prueba por equipos (junto con Kazuma Kaya, Takeru Kitazono y Wataru Tanigawa), y una de oro en París 2024, por equipos (con Kazuma Kaya, Shinnosuke Oka, Takaaki Sugino y Wataru Tanigawa).
Ganó diez medallas en el Campeonato Mundial de Gimnasia Artística entre los años 2019 y 2023.

## Palmarés internacional
| Juegos Olímpicos   | Juegos Olímpicos        | Juegos Olímpicos  | Juegos Olímpicos     |
| Año                | Lugar                   | Medalla           | Prueba               |
| ------------------ | ----------------------- | ----------------- | -------------------- |
| 2020               | Tokio (Japón)           | Medalla de oro    | Concurso individual  |
| 2020               | Tokio (Japón)           | Medalla de oro    | Barra fija           |
| 2020               | Tokio (Japón)           | Medalla de plata  | Concurso por equipos |
| 2024               | París (Francia)         | Medalla de oro    | Concurso por equipos |
| Campeonato Mundial |                         |                   |                      |
| Año                | Lugar                   | Medalla           | Prueba               |
| 2019               | Stuttgart (Alemania)    | Medalla de bronce | Concurso por equipos |
| 2021               | Kitakyushu (Japón)      | Medalla de plata  | Concurso individual  |
| 2021               | Kitakyushu (Japón)      | Medalla de plata  | Barra fija           |
| 2022               | Liverpool (Reino Unido) | Medalla de oro    | Concurso individual  |
| 2022               | Liverpool (Reino Unido) | Medalla de plata  | Suelo                |
| 2022               | Liverpool (Reino Unido) | Medalla de plata  | Barra fija           |
| 2022               | Liverpool (Reino Unido) | Medalla de plata  | Concurso por equipos |
| 2023               | Amberes (Bélgica)       | Medalla de oro    | Barra fija           |
| 2023               | Amberes (Bélgica)       | Medalla de oro    | Concurso individual  |
| 2023               | Amberes (Bélgica)       | Medalla de oro    | Concurso por equipos |